# Mummental 2 (Quedlinburg)

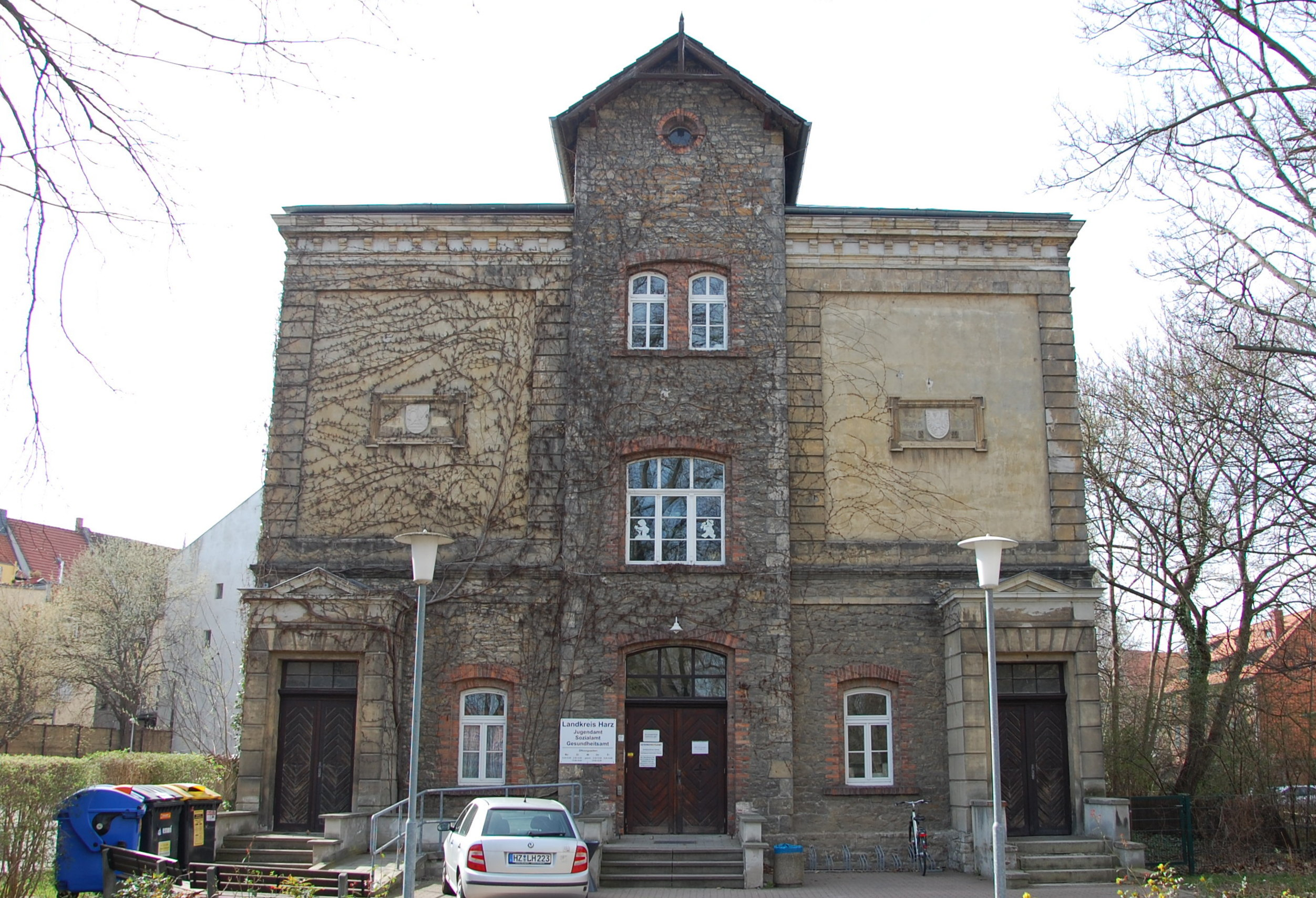
Mummental 2, Ostgiebel

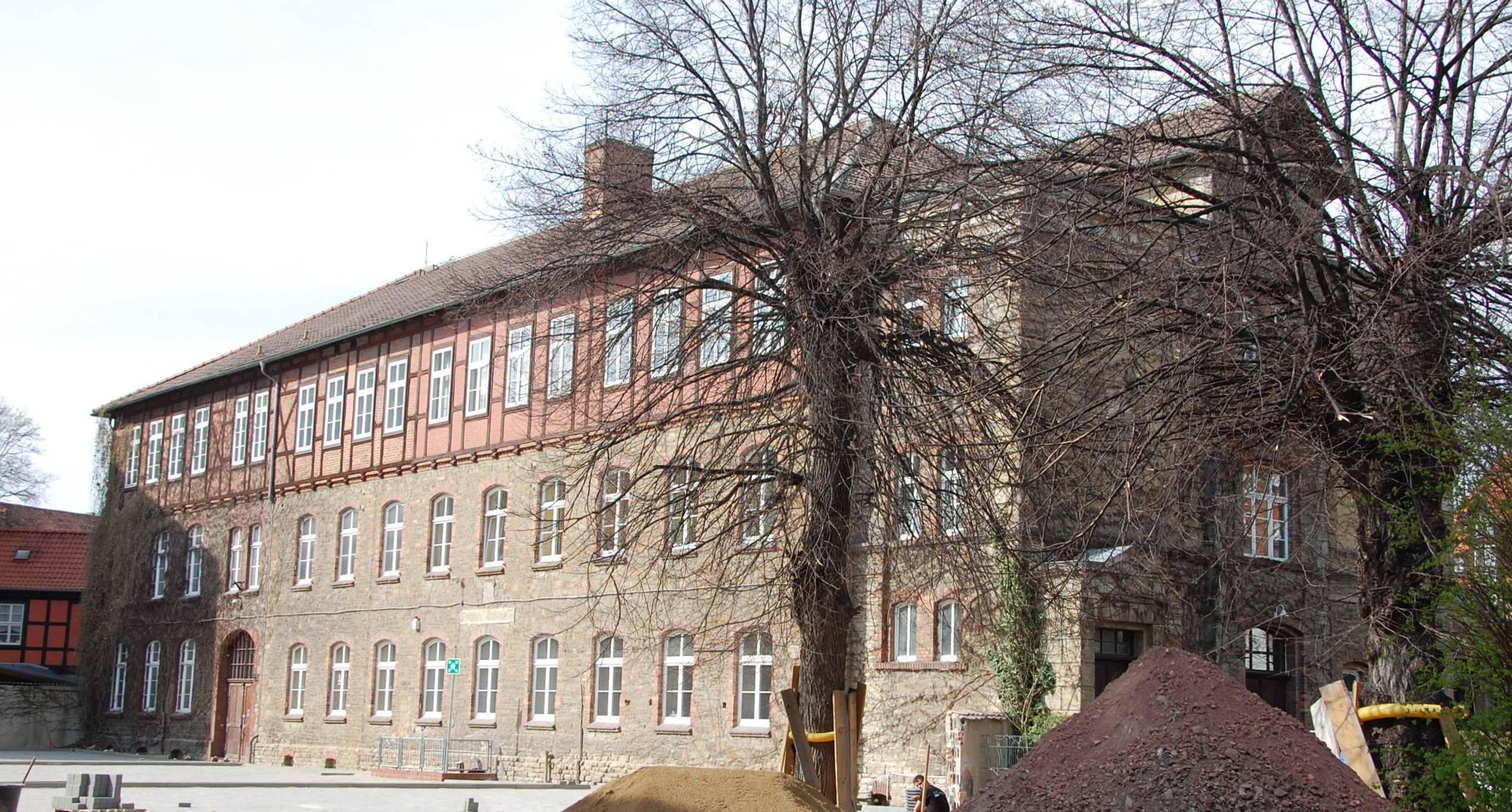
Südseite

Das Haus Mummental 2 ist ein denkmalgeschütztes Gebäude in der Stadt Quedlinburg in Sachsen-Anhalt.

## Lage
Es befindet sich im östlichen Teil der historischen Quedlinburger Altstadt, südlich des Mühlgrabens auf der Westseite der Straße Mummental. Das Gebäude ist im Quedlinburger Denkmalverzeichnis als Schule eingetragen.

## Architektur und Geschichte
Knaben- und Mädchenschule des altstädtischen Heiliggeisthospitals; 1869 errichteter teilweise verputzter ursprünglich zweigeschoßiger Ziegel-Bruchsteinbau von 9 + 2 Achsen Länge in streng regelmäßigen, spätklassizistischen Formen mit östlich vorgelagertem Eingangs- und Treppenhausrisalit von 5 x Achsen Breite, 1892 Erweiterung nach Westen um 5 x Achsen mit Treppenhaus und Gesamtaufstockung des Bruchsteinbaus mit Fachwerkobergeschoß im Sinne des zeittypischen Landhausstils, dadurch sich weit in die Tiefe erstreckender, mächtiger unterkellerter Baukörper von insgesamt 16 (14 + 2) Achsen Länge in den Massivgeschoßen und 42 Gebinden (18 x Achsen) im 2. Fachwerkoberstock mit Walmdachabschluss von stadträumlich wirksamen Dimensionen, bis 1990 als Mummental-Grundschule in kontinuierlicher Nutzung, danach als Volkshochschule, Kreisbibliothek und Sozialamt weiter genutzt, 2004 Schließung der Volkshochschule auf Grund statischer Baumängel. , 2011 Umzug der Kreisbibliothek in das Bildungshaus Carl Ritter (siehe Heiligegeiststr. 8, 8a), 2019 Planung zur statischen Konsolidierung und Umnutzung zum Wohnhaus; die ehem. St. Spiritus Hospital Knaben und Mädchenschule gehört mit ihrer 135-jährigen Nutzung als Grund- und Volkshochschulbau zu den Zeugnissen der Bildungsgeschichte in der Welterbestadt Quedlinburg
Baubeschreibung: Mischbau aus unterkellertem monolithischem Kernbau mit Fachwerkoberstock, die östliche Giebelseite risalitartig abgesetzter dreigeschossiger Bruchstein-Treppenhausbau, zum Teil verputzt, die mittlere Portalachse zusätzlich als Mittelrisalit mit Satteldach und Sprengwerk-Ziergebinde als vertikale Komponente hervorgehoben, zwei seitliche symmetrische Portalvorbauten mit kräftiger Putzquaderung, der zweiphasige Hauptbaukörper nach Westen (9 + 5 Achsen) als vierzehnachsiger, dreigeschossiger Anbau anschließend, zweiter Oberstock in Fachwerk abgebunden mit profilierten Balkenköpfen und seitlichen Verstrebungen als Halber Mann, das Dachwerk ist ein Pfettendach mit dreifach stehendem Stuhl, die Fensterachsen in den Massivgeschoßen durchgehend mit Segmentbögen ausgeführt, im Fachwerk-Oberstock als stehende Rechteckformate; das Innere zweihüftig mit Mittelflur erschlossen, zum nordöstlichen zweiläufig geraden Massivtreppenhaus mit durchgehender Mittelwangenwand und Zwischenpodesten kommt in der 4. Anbauachse von Westen noch ein zweites massives Erschließungstreppenhaus mit einer zweiläufig geraden Treppenanlage mit Zwischenpodesten hinzu, dieses Treppenhaus wird von Süden durch ein zweiflügeliges Holztor mit Oberlicht erschlossen.